# Лисицкий, Дмитрий Витальевич
Дмитрий Витальевич Лисицкий (род. 1941) — советский учёный, профессор, доктор технических наук.

## Биография
В 1965 году окончил Новосибирский институт инженеров геодезии, аэрофотосъёмки и картографии (НИИГАиК) и начал трудовую деятельность в СНИИГГиМС.
С января 1970 г. март 1999 г. Дмитрий Витальевич работал в НИИПГ — центре «Сибгеоинформ» на должностях старшего научного сотрудника, заведующего лабораторией, заведующего отделом, а с 1980 года — на должности заместителя директора по научной работе.
В 1973 году защитил кандидатскую диссертацию на тему «Исследование некоторых вопросов точности и надёжности физических способов нивелирования».
В течение 1976—1988 гг. являлся руководителем темы по автоматизации процессов создания топографических карт и планов, выполняемой в порядке международного сотрудничества геодезических служб социалистических стран. Входил в состав Государственной комиссии по по разработке ГИС органов государственной власти.
В 1991 году защитил докторскую диссертацию на тему «Теоретические основы и реализация цифрового крупномасштабного картографирования местности».
С 1999 года заведовал кафедрой картографии в СГГА (ныне СГУГиТ). С 2013 года работает директором Научно-исследовательского института стратегического развития СГУГиТ. Является председателем Учёного совета по защите кандидатских и докторских  диссертаций. Действительный член Международной академии наук Высшей школы.
Научная деятельность
Основное направление научной деятельности — разработка теории, методов и технологии геопространственной индустрии  на основе цифровых методов моделирования, разработка геоинформационных систем различного уровня и назначения.
Автор более 250 учебных и учебно-методических работ в том числе 20 изобретений, 22 зарубежных публикаций, 5 монографий, 6 учебно-методических пособий
Основные научные результаты:
- Автор изобретения «Способ осуществления справочно-аналитических функций ГИС» (совместно с Кацко С. Ю., Писаревым В. С., Бугаковым П. Ю.)
- Автор изобретения  «Способ создания и использования в интерактивном режиме источника геопространственной информации в условиях отсутствия связи для передачи цифровых данных» (совместно с Карпиком А.П., Чесноковым Д.В.)
- Автор изобретения «Способ определения местоположения пользователя при ориентировании на местности в интерактивном режиме в условиях отсутствия связи для передачи цифровых данных» (совместно с Колесниковым А.А.)
- Автор изобретения «Интерактивный пространственно-экономический геоинформационный комплекс» (совместно с Карпиком А.П., Мининым И.В., Мининым О.В.) Автор изобретения «ПМУПАСК» (совместно с Янкелевич С. С., Колесниковым А. А., Женибековой А. Б.)

## Научные труды и публикации
- Геоинформатика. Учебное пособие, Новосибирск, 2012. 114 с.
- Трёхмерная компьютерная картография. Монография. Новосибирск, 2016. 178 с. (в соавторстве).
- Мультимедийная картография. Учебное пособие. Новосибирск, 2016. 107 с. (в соавторстве).
- Основные принципы цифрового картографирования местности. Монография. Москва, Недра, 1988. - 261 с.
- Автоматизированные информационно-измерительные геодезические системы. Учебное пособие. Новосибирск, 1989. 96 с. (в соавторстве).
- Научный редактор и соавтор коллективной монографии "Цифровая картография". Новосибирск, 2023.

Награды и звания
- Звание Почетный работник науки и техники Российской Федерации
- Звание Заслуженный деятель науки Новосибирской области
- Орден «Дружбы народов»
- Серебряная медаль ВДНХ СССР (4 медали с 1974 по1981, за разработки в области автоматизации крупномасштабного картографирования)
- Знак «Отличник геодезии и картографии»
- Звание «Почётный геодезист»